# Carlo Fornara
Carlo Fornara (Prestinone, 21 ottobre 1871 – Prestinone, 15 settembre 1968) è stato un pittore italiano, legato alla corrente pittorica del primo '900 italiano, nota come divisionismo.

## Biografia
Nato a Prestinone nel 1871 in una umile famiglia di contadini della Val Vigezzo, mostrò il suo talento dopo aver iniziato a frequentare i corsi di pittura, disegno e ornato presso la locale scuola d'arte Rossetti Valentini di Santa Maria Maggiore – dove strinse forti rapporti di amicizia con altri futuri pittori come Giovanni Battista Ciolina, Gian Maria Rastellini e Lorenzo Peretti Junior – seguendo gli insegnamenti di Enrico Cavalli, grande conoscitore dell'arte francese di quell'epoca, il quale lo spronò in maniera decisiva affinché seguisse la via della pittura.
Nella primavera del 1891 espose due opere, La bottega del calderaio e Ricordanze, alla Prima Triennale di Brera, occasione fondamentale che lo mise in contatto per la prima volta con le istanze divisioniste. Durante il suo soggiorno a Lione, tra il 1894 ed il 1895, in compagnia dell'amico e collega Ciolina, Fornara si avvicinò alla corrente pittorica del neoimpressionismo, il cui influsso si manifesta nell'opera En plen air, che venne tuttavia rifiutata nel 1897 dalla Terza Biennale di Brera, nonostante il giudizio molto positivo di alcuni artisti, tra cui Giuseppe Pellizza da Volpedo e Giovanni Segantini, due dei maggiori esponenti della corrente divisionista.
Nel 1899 partecipò alla III Esposizione internazionale d'arte di Venezia.
Entrato in contatto con Alberto Grubicy de Dragon, titolare della Galleria Grubicy e fratello del promotore del divisionismo a livello europeo, il mercante d'arte e pittore egli stesso Vittore Grubicy de Dragon, fu molto apprezzato da entrambi e messo in contatto con Segantini, che volle il giovane artista come suo assistente, per l'Esposizione di Parigi del 1900.
Grazie al patrocinio dei Grubicy, Fornara fu presente ad esposizioni pittoriche nazionali ed internazionali di una certa rilevanza in quegli anni; ma l'adesione alla scuola divisionista iniziò gradatamente ad indebolirsi, fino a scemare del tutto intorno agli anni venti, quando l'artista iniziò a cercare uno stile pittorico del tutto personale. A partire dal 1922 si ritirò definitivamente nella sua amata Val Vigezzo, dove morì nel 1968.

### Mostre
- Una scuola di pittura in Val Vigezzo: 1881-1919: Torino/Novara, 1990
- Carlo Fornara. Un maestro del divisionismo: Trento, 1998
- Carlo Fornara. Il colore della valle: Acqui Terme, 2007
- Paesaggi dell'Ottocento. Verso la luce[3]: Riva del Garda, 2010
- Le soglie della natura: Arco di Trento, 2010
- Alessandro Poscio, collezionista appassionato: Domodossola, 2014
- Carlo Fornara e il ritratto vigezzino[4]: Domodossola, 2015
- Brera 1891. L’esposizione che rivoluzionò l’arte moderna: Milano, 2016